# Tajfun Megi
Megi je jméno tajfunu, který v říjnu roku 2010 zasáhl Filipíny. V současné době je již super tajfun. Pohyboval se přes západní část Tichého oceánu. Jméno Megi znamená „korejský sumec“. Jednalo se o vůbec první tajfun v roce 2010, jenž dosáhl statusu „super tajfun“. Čeká se, že nad pevninou Filipín výrazněji oslabí. od 19. října Tajfun Megi pomalu získává na síle nad Jihočínským mořem.

## Škody
Největší škody se očekávají v severních provinciích Filipín Cagayan a Isabela, které jsou pro zemi zemědělsky důležité díky pěstování rýže. Vláda doporučila sklidit všechnu úrodu.

## Meteorologická Historie
10. října začal sledovat ústav Typhoon Warning Centre (JTWC) slabé tropické poruchy vzdálené asi 275 km jihozápadně od Hagåtña v Guam. 12. října Japonská meteorologická agentura (JMA) oznámila, že slabé tropické poruchy přecházejí v tropickou depresi. Další den již zesílila na tropickou bouři, a tak ji JMA přiřadila jméno Megi.